# Dipleurinodes
Dipleurinodes is een geslacht van vlinders van de familie grasmotten (Crambidae).

## Soorten
- D. bueaensis (Maes, 1996)
- D. comorensis Leraut, 1989
- D. mineti Leraut, 1989
- D. nigra Leraut, 1989
- D. phaeopalpia (Hampson, 1917)
- D. tavetae Maes, 2004